# 側管燧鯛
側管燧鯛輻鰭魚綱金眼鯛目燧鯛亞目燧鯛科的其中一種，分布於西太平洋的菲律賓及印尼海域，棲息深度164-723公尺，體具發光器官，夜行性。

## 擴展閱讀
維基物種上的相關：側管燧鯛